# Matthew Bergeron
Matthew K. Bergeron (Montreal, 26 febbraio 2000) è un giocatore di football americano canadese che milita nel ruolo di offensive guard per gli Atlanta Falcons della National Football League (NFL).

## Carriera universitaria
Bergeron al college giocò a football con i Syracuse Orange dal 2019 al 2022. In quattro stagioni disputò 46 partite, di cui 39 come titolare e nell'ultima fu inserito nella seconda formazione ideale dell'Atlantic Coast Conference.

## Carriera professionistica
Bergeron fu scelto nel corso del secondo giro (trentottesimo assoluto) del Draft NFL 2023 dagli Atlanta Falcons. Debuttò come professionista partendo come titolare nella gara del primo turno vinta contro i Carolina Panthers. La sua prima stagione si chiuse disputando tutte le 17 partite come titolare.